# Người Dơi
Người Dơi (tiếng Anh: Batman) là một nhân vật hư cấu, một siêu anh hùng truyện tranh được tạo ra bởi họa sĩ Bob Kane và nhà văn Bill Finger. Batman xuất hiện lần đầu tiên trong Detective Comics #27 (tháng 5 năm 1939), và kể từ đó đã xuất hiện trong nhiều tác phẩm xuất bản của DC Comics. Nguyên gốc được đặt tên là "The Bat-Man", anh còn được biết đến với các tên gọi như "The Caped Crusader", "The Dark Knight" (Kị sĩ bóng đêm), và "The World's Greatest Detective" (Thám tử vĩ đại nhất thế giới) 
Danh tính bí mật của Người dơi là Bruce Wayne, một tỷ phú người Mỹ, một tay chơi, một nhà công nghiệp, một nhà từ thiện và là chủ sở hữu của Wayne Enterprises. Chứng kiến cái chết của cha mẹ khi còn là một đứa trẻ, anh thề sẽ trả thù tội phạm và theo đuổi lý tưởng về công lý. Wayne đào tạo bản thân cả về thể chất và trí tuệ và mang trang phục chủ đề dơi để chống tội phạm và đã đạt đến giới hạn về thể lực cũng như sức chịu đựng của một con người. Batman hoạt động trong thành phố Gotham (một thành phố giả tưởng dựa trên thành phố New York, Mỹ), trợ giúp bởi các nhân vật khác nhau bao gồm cả cộng sự của anh - Robin, quản gia Alfred Pennyworth, Ủy viên cảnh sát James Gordon, và đôi khi là nữ anh hùng Batgirl. Kẻ thù truyền thống của Batman là Joker, ngoài ra anh còn phải chiến đấu với một tập hợp những nhân vật phản diện khác như Harley Quinn, Penguin, Two-Face, Poison Ivy hay Deathstroke.
Không giống như hầu hết các siêu anh hùng, anh không hề có bất kỳ siêu năng lực nào mà thay vào đó sử dụng trí tuệ thiên tài, khả năng trinh thám, khoa học và công nghệ, sự giàu có, sức mạnh thể chất, kỹ năng võ thuật, một tinh thần bất khuất, sự đe dọa và anh cũng đã đạt đến giới hạn về thể lực của một con người trong cuộc chiến chống tội phạm. Trong một số trận chiến, Batman đã đánh bại cả những nhân vật có siêu năng lực hùng mạnh như Siêu nhân, Wonder Woman, Aquaman, Darkseid... đó là nhờ vào khả năng phân tích thông tin tuyệt vời, luôn nghiên cứu sẵn điểm yếu của các đối thủ (và kể cả đồng minh) để chuẩn bị kế hoạch đối phó.
Batman đã trở thành một nhân vật rất phổ biến ngay sau lần giới thiệu của mình và đã có được tựa đề truyện tranh cho riêng mình, Batman, trong năm 1940. Qua nhiều thập kỷ, đã có các phong cách tạo dựng khác nhau về nhân vật. Loạt phim truyền hình Batman cuối những năm 1960 sử dụng phong cách camp đã khiến cho nó gắn bó với nhân vật nhiều năm sau ngay cả khi loạt phim kết thúc. Nhiều tác giả khác nhau đã cố gắng để đưa nhân vật trở về phong cách tăm tối ban đầu mà đỉnh cao là năm 1986 với Batman: The Dark Knight Returns của Frank Miller, cũng như Batman: The Killing Joke của Alan Moore và Arkham Asylum: A Serious House on Serious Earth. Sự thành công của phim Batman của Tim Burton năm 1989 và bản reboot Batman Begins của Christopher Nolan năm 2005 cũng đã giúp phổ biến lại nhân vật.
Là một biểu tượng văn hóa, Batman đã được cấp phép và chuyển thể trong các phương tiện truyền thông, từ đài phát thanh tới truyền hình và phim ảnh, cũng như xuất hiện trên một loạt các loại hàng hóa bán ra trên toàn thế giới như đồ chơi và trò chơi điện tử. Nhân vật này cũng đã lôi cuốn các bác sĩ tâm lý với nhiều cố gắng để tìm hiểu tâm lý của nhân vật và cái tôi đích thực của anh trong xã hội. Trong tháng 5 năm 2011, Batman đứng thứ 2 trong "Top 100 Anh hùng truyện tranh của mọi thời đại" bởi IGN, tạp chí Empire cũng được liệt kê Batman đứng thứ 2 trong "Top 50 nhân vật truyện tranh của mọi thời đại", đều sau Siêu nhân. Vào năm 2015, FanSided xếp Batman đứng thứ nhất trong danh sách "Top 50 siêu anh hùng vĩ đại nhất lịch sử truyện tranh" 

## Lịch sử xuất bản

### Sáng tạo
Đầu năm 1939, sự thành công của Siêu nhân trong Action Comics khiến các biên tập viên ở bộ phận truyện tranh của National Publications (sau này là DC Comics) yêu cầu nhiều siêu anh hùng hơn cho các truyện của họ. Đáp lại, Bob Kane tạo ra "the Bat-Man." Cộng tác viên Bill Finger nhớ lại: "Kane có một ý tưởng về một nhân vật gọi là 'Batman', và ông ấy muốn tôi xem bản vẽ. Tôi tới chỗ Kane, ông ấy đã vẽ một nhân vật trông rất giống Siêu nhân, đại loại như... mặc quần tất màu đỏ, tôi tin là vậy, với giày... không có găng tay... đeo một mặt nạ domino nhỏ và đu trên một sợi dây thừng. Anh ta có đôi cánh cứng dang ra, trông như cánh dơi. Và bên dưới là một dấu hiệu lớn... BATMAN."
Finger đã đề xuất cho nhân vật đội áo mũ trùm đầu thay vì một mặt nạ domino đơn giản, áo choàng thay vì cánh, thêm găng tay và loại bỏ phần màu đỏ từ trang phục ban đầu. Finger nói ông nghĩ ra tên Bruce Wayne cho danh tính bí mật của nhân vật: "Cái tên đầu Bruce Wayne đến từ Robert Bruce, một người Scotland yêu nước. Bruce, một tay chơi, là một người của tầng lớp quý tộc. Tôi tìm kiếm một cái họ mà sẽ gợi đến chủ nghĩa thực dân. Tôi đã thử dùng Adams, Hancock... rồi tôi nghĩ đến Mad Anthony Wayne." Ông sau đó đã cho biết đề xuất của ông ảnh hưởng bởi The Phantom của Lee Falk, một nhân vật truyện tranh trên báo mà Kane cũng rất quen thuộc.
Ngoại hình, tính cách, phương pháp, và thiết bị của Batman được lấy cảm hứng từ nền văn hóa đương đại của những năm 1930, bao gồm phim ảnh, tạp chí, truyện tranh, tít báo, và thậm chí cả các chi tiết trong cuộc đời của chính Kane. Kane cũng thừa nhận rằng những bộ phim The Mark of Zorro (1920) và The Bat Whispers (1930) đã ảnh hưởng tới ông trong việc tạo ra các hình tượng gắn liền với nhân vật, trong khi Finger lấy cảm hứng từ các nhân vật văn học như Doc Savage, The Shadow và Sherlock Holmes để tạo ra một nhân vật thám tử bậc thầy và một nhà khoa học.
Kane trong cuốn tự truyện năm 1989 của mình đã nói rõ thêm về đóng góp của Finger trong việc sáng tạo ra Batman:
One day I called Bill and said, 'I have a new character called the Bat-Man and I've made some crude, elementary sketches I'd like you to look at'. He came over and I showed him the drawings. At the time, I only had a small domino mask, like the one Robin later wore, on Batman's face. Bill said, 'Why not make him look more like a bat and put a hood on him, and take the eyeballs out and just put slits for eyes to make him look more mysterious?' At this point, the Bat-Man wore a red union suit; the wings, trunks, and mask were black. I thought that red and black would be a good combination. Bill said that the costume was too bright: 'Color it dark gray to make it look more ominous'. The cape looked like two stiff bat wings attached to his arms. As Bill and I talked, we realized that these wings would get cumbersome when Bat-Man was in action, and changed them into a cape, scalloped to look like bat wings when he was fighting or swinging down on a rope. Also, he didn't have any gloves on, and we added them so that he wouldn't leave fingerprints.

Kane đã ký quyền sở hữu của nhân vật để trao đổi, trong số tiền bồi thường khác, một đường vắng bắt buộc trên tất cả các truyện tranh Batman. Đường vắng này ban đầu không nói "Batman tạo ra bởi Bob Kane"; tên của ông chỉ đơn giản là viết trên trang tiêu đề của mỗi câu chuyện. Cái tên này biến mất từ truyện tranh vào giữa những năm 1960, thay thế bằng credits cho nhà văn và nghệ sĩ của mỗi câu chuyện. Trong cuối những năm 1970, khi Jerry Siegel và Joe Shuster bắt đầu nhận được credits "tạo ra" trên các tựa truyện Superman, cùng với William Moulton Marston được đưa đường vắn ra cho việc tạo ra Wonder Woman, các câu chuyện của Batman bắt đầu mang câu "Được tạo bởi Bob Kane" bên cạnh phần credits.
Finger tuy nhiên lại không nhận được sự công nhận tương tự. Trong khi ông đã nhận được credits cho công việc của DC từ những năm 1940, thì bắt đầu vào những năm 1960 ông chỉ nhận được sự thừa nhận giới hạn cho các văn bản Batman của mình, như trong trang thư của Batman #169 (tháng 2 năm 1965), biên tập viên Julius Schwartz đề tên ông là tác giả của Riddler, một trong những nhân vật phản diện thường xuyên của Batman. Tuy nhiên, hợp đồng của Finger chỉ cho ông tỷ lệ trang viết của mình và không có đường vắng. Kane đã viết, "Bill đã thất vọng bởi sự thiếu thành tựu lớn trong sự nghiệp của mình. Ông cảm thấy rằng mình đã không được sử dụng tiềm năng sáng tạo của mình một cách đầy đủ và thành công đã vược qua ông."  Vào thời điểm Finger chết năm 1974, DC đã không chính thức công nhân Finger là nhà đồng sáng lập Batman.
Jerry Robinson, người cũng đã làm việc với Finger và Kane vào thời gian này, đã chỉ trích Kane vì không chia sẻ credits. Ông nhớ lại việc Finger nhường lại vị trí của mình trong một cuộc phỏng vấn năm 2005 với The Comics Journal:
Bob made him more insecure, because while he slaved working on Batman, he wasn't sharing in any of the glory or the money that Bob began to make, which is why... [he was] going to leave [Kane's employ].... [Kane] should have credited Bill as co-creator, because I know; I was there.... That was one thing I would never forgive Bob for, was not to take care of Bill or recognize his vital role in the creation of Batman. As with Siegel and Shuster, it should have been the same, the same co-creator credit in the strip, writer and artist 

.
Mặc dù ban đầu Kane bác bỏ tuyên bố về việc Finger trong việc tạo ra nhân vật trong một bức thư ngỏ năm 1965 đến người hâm mộ rằng "it seemed to me that Bill Finger has given out the impression that he and not myself created the ''Batman, t' [sic] as well as Robin and all the other leading villains and characters. This statement is fraudulent and entirely untrue". Chính Kane cũng nhận xét về sự thiếu thốn của Finger trong credits như sau: "The trouble with being a 'ghost' writer or artist is that you must remain rather anonymously without 'credit'. However, if one wants the 'credit', then one has to cease being a 'ghost' or follower and become a leader or innovator."

Năm 1989, Kane xem xét lại tình hình của Finger, nhắc lại trong một cuộc phỏng vấn, 
In those days it was like, one artist and he had his name over it [the comic strip] — the policy of DC in the comic books was, if you can't write it, obtain other writers, but their names would never appear on the comic book in the finished version. So Bill never asked me for it [the byline] and I never volunteered — I guess my ego at that time. And I felt badly, really, when he [Finger] died.

### Những năm đầu

Batman xuất hiện lần đầu trong Detective Comics #27 (tháng 5 năm 1939). Bìa nghệ thuật bởi Bob Kane

Câu chuyện đầu tiên về Batman, "The Case of the Chemical Syndicate", được xuất bản trong Detective Comics #27 (tháng 5 năm 1939). Finger nói, "Batman ban đầu được viết theo phong cách của bột giấy," " và điều này được thể hiện rõ ràng khi Batman ít cảm thấy hối hận khi giết hoặc làm bị thương tội phạm. Batman đã chứng minh một nhân vật hit, và anh đã nhận được tựa truyện solo của riêng mình vào năm 1940, trong khi vẫn tiếp tục là ngôi sao trong Detective Comics. Trong khoảng thời gian này, National là nhà xuất bản bán chạy nhất và có ảnh hưởng nhất trong ngành công nghiệp; Batman và anh hùng chính của công ty, Superman, là nền tảng của sự thành công của công ty . Hai nhân vật này được cho thấy là side-by-side khi là ngôi sao của World's Finest Comics, cốn ban đầu có tên World's Best Comics khi nó ra mắt vào mùa thu năm 1940. Người sáng tạo bao gồm Jerry Robinson và Dick Sprang cũng đã làm việc trên dải truyện vào thời gian này.
Trong suốt các dải truyện đầu tiên thì Batman đã được thêm vào một số yếu tố và miêu tả phát triển nghệ thuật. Kane lưu ý rằng trong vòng sáu số đầu tiên thì ông đã vẽ jawline của nhân vật rõ nét hơn, và kéo dài tai trên trang phục. "About a year later he was almost the full figure, my mature Batman," Kane nói . Thắt lưng tiện ích đặc trưng của Batman được giới thiệu trong Detective Comics #29 (tháng 7 năm 1939), nối tiếp bởi batarang giống boomerang và xe dựa trên chủ đề dơi, Batplane, trong #31 (tháng 9 năm 1939). Nguồn gốc của nhân vật được tiết lộ trong #33 (tháng 11 năm 1939), diễn ra trong một câu chuyện dài 2 trang thiết lập tính cách của Batman, một nhân vật được điều khiển bởi cái chết của cha mẹ. Viết bởi Finger, nó mô tả một cậu bé Bruce Wayne chứng kiến cái chết của cha mẹ trong bàn tay của một kẻ buôn lậu. Vài ngày sau đó, tại ngôi mộ của họ, cậu bé đã thề rằng "bởi linh hồn của cha mẹ [tôi sẽ] trả thù cho cái chết của họ bằng cách dành phần còn lại của cuộc đời mình chiến đấu chống lại tất cả các tội phạm." 
Tính cách ban đầu của Batman bắt đầu được mềm đi trong Detective Comics #38 (tháng 4 năm 1940) với sự giới thiệu của Robin, cậu bé trợ tá của Batman . Robin được giới thiệu dựa trên đề nghị của Finger là Batman cần một "Watson", người mà Batman có thể trò chuyện . Giá bán hàng tăng gần gấp đôi, bất chấp sở thích của Kane về một Batman solo và nó gây ra một sự gia tăng của "cậu bé trợ tá" . Tập đầu tiên của loạt truyện spin-off về Batman solo rất đáng chú ý vì không chỉ giới thiệu hai đối thủ dai dẳng nhất của Batman, Joker và Catwoman mà còn là một câu chuyện trong đó Batman bắn một số kẻ khổng lồ cho đến chết. Đây là câu chuyện đã thúc đẩy biên tập viên Whitney Ellsworth quyết định việc nhân vật không còn giết người hoặc sử dụng súng .
Đến năm 1942, các nhà văn và nghệ sĩ đằng sau truyện tranh Batman đã thành lập hầu hết các yếu tố cơ bản của Batman . Trong những năm sau Chiến tranh thế giới thứ II, DC Comics "thông qua một hướng biên tập sau chiến tranh mà ngày càng nhấn mạnh trong bài bình luận về xã hội tưởng tượng vui vẻ của người vị thành niên". Tác động của phương pháp này là hiển nhiên trong biên tập truyện tranh Batman của thời kỳ hậu chiến, loại bỏ "thế giới ảm đạm và đe dọa" của các dải truyện đầu những năm 1940 mà thay vào đó Batman được miêu tả là một công dân đáng kính và một hình tượng trong một môi trường "tươi sáng và đầy màu sắc" .

### Năm 1950 và đầu những năm 1960
Batman là một trong những nhân vật siêu anh hùng vẫn được liên tục công bố khi sự quan tâm đến thể loại này suy yếu trong năm 1950. Trong câu chuyện "The Mightiest Team in the World" của Superman #76 (tháng 6 năm 1952), Batman lập nhóm với Superman lần đầu tiên và 2 người phát hiện ra danh tính bí mật của nhau . Sau thành công của câu chuyện này, World's Finest Comics đã được tân trang để nó nổi bật với sự tham gia cả hai siêu anh hùng với nhau, thay vì Batman và Superman đứng riêng như trước . Việc lập đội của các nhân vật là "một thành công tài chính trong một kỷ nguyên khi những người ít và xa giữa " ; một loạt các câu chuyện này vẫn tiếp tục diễn ra cho đến sự hủy bỏ của cuốn sách vào năm 1986.
Truyện tranh Batman nằm trong số những truyện bị chỉ trích khi ngành công nghiệp truyện tranh nằm dưới sự giám sát với việc xuất bản cuốn sách Seduction of the Innocent của nhà tâm lý học Fredric Wertham vào năm 1954. Luận án của Wertham là trẻ em bắt chước tội ác trong truyện tranh, và rằng tác phẩm này đã làm hỏng đạo đức của thanh niên. Wertham chỉ trích truyện tranh Batman cho việc hỗ trợ ý tưởng đồng tính và lập luận rằng Batman và Robin được miêu tả giống như là người yêu . Những lời chỉ trích của ông đã tạo ra một sự phản đối công khai trong những năm 1950, cuối cùng dẫn đến việc thành lập Comics Code Authority. Xu hướng hướng tới một "sunnier Batman" trong những năm sau chiến tranh gia tăng sau lần giới thiệu của Bộ luật Truyện tranh . Điều này do đó đã dẫn đến việc các nhân vật Batwoman (năm 1956) và Barbara Gordon Bat-Girl (năm 1961) đã được giới thiệu như là một phần để bác bỏ cáo buộc rằng Batman và Robin là đồng tính, và những câu chuyện trên đã cảm thấy campier, nhẹ hơn .
Trong cuối những năm 1950, câu chuyện về Batman dần dần đi theo định hướng khoa học viễn tưởng, một nỗ lực nhằm bắt chước sự thành công của các nhân vật DC khác trong thể loại này . Các nhân vật như Batwoman, Ace the Bat-Hound và Bat-Mite được giới thiệu. Cuộc phiêu lưu của Batman thường liên quan đến sự biến đổi hoặc người ngoài hành tinh kỳ lạ. Năm 1960, Batman đã trở thành một thành viên của Justice League of America trong The Brave and the Bold #28 (tháng 2 năm 1960) và khiến cho nhân vật bắt đầu xuất hiện trong loạt truyện tranh Justice League kể từ đó.

### "Cách nhìn mới" Batman và camp
Năm 1964, doanh số bán hàng của tiêu đề Batman bắt đầu giảm mạnh. Bob Kane lưu ý rằng điều này đã dẫn đến việc DC bắt đầu "lập kế hoạch để giết Batman hoàn toàn."  Để đối phó với điều này, biên tập viên Julius Schwartz đã được giao làm việc với tiêu đề Batman. Ông chủ trì sự thay đổi quyết liệt, bắt đầu từ năm 1964 với Detective Comics #327 (tháng 5 năm 1964), được quảng cáo là "Cách nhìn mới". Schwartz đã giới thiệu những thay đổi thiết kế để làm Batman hiện đại hơn, và cho anh ta trở về câu chuyện theo định hướng thám tử nhiều hơn. Ông cùng với nghệ sĩ Carmine Infantino sửa chữa nhân vật trên quy mô lớn. Batmobile được thiết kế lại và trang phục của Batman đã được sửa đổi để kết hợp một hình elip màu vàng phía sau phù hiệu dơi. Những người ngoài hành tinh không gian và các nhân vật của năm 1950 như Batwoman, Ace, và Bát-ve đã nghỉ hưu. Quản gia Alfred của Batman chết (mặc dù cái chết của ông đã nhanh chóng được đảo ngược do phản ứng của fan hâm mộ) trong khi một người họ hàng tương đối mới cho gia đình Wayne, dì Harriet đã đến sống với Bruce Wayne và Dick Grayson .
Việc ra mắt của loạt phim truyền hình Batman năm 1966 đã có một ảnh hưởng sâu sắc đến nhân vật. Sự thành công của loạt phim đã giúp tăng doanh số bán hàng trong ngành công nghiệp truyện tranh và Batman đạt mức lưu hành gần 900.000 bản . Các yếu tố như nhân vật Batgirl và phong cách campy của chương trình đã được giới thiệu vào truyện tranh; loạt phim cũng khởi xướng cho sự trở lại của Alfred. Mặc dù cả truyện tranh và truyền hình đã thành công trong một thời gian, cách tiếp cận campy cuối cùng mỏng đi và chương trình đã bị hủy bỏ vào năm 1968. Kết quả là, truyện tranh Batman mất đi sự phổ biến một lần nữa. Như làà Julius Schwartz đã nói, "When the television show was a success, I was asked to be campy, and of course when the show faded, so did the comic books." 
Bắt đầu từ năm 1969, nhà văn Dennis O'Neil và nghệ sĩ Neal Adams đã thực hiện một nỗ lực để Batman rời xa phong cách campy của loạt phim truyền hình năm 1960 và trả lại nhân vật về với nguồn gốc của anh như là một "thần chết báo thù của bóng đêm."  O'Neil cho biết ý tưởng của ông là "đơn giản là chỉ để mang nó trở lại nơi mà nó bắt đầu. Tôi đã đi đến thư viện DC và đọc một số những câu chuyện đầu tiên. Tôi đã cố gắng để có được cái cảm giác mà Kane và Finger đã theo đuổi." 
O'Neil và Adams lần đầu tiên hợp tác với câu chuyện "The Secret of the Waiting Graves" (Detective Comics #395, tháng 1 năm 1970). Rất ít câu chuyện được hợp tác thực sự giữa O'Neil, Adams, Schwartz, và Dick Giordano, và trong thực tế những người này được trộn lẫn và phù hợp với người sáng tạo khác nhau trong những năm 1970; tuy nhiên ảnh hưởng của công việc của họ là "to lớn"  Giordano cho biết: "Chúng tôi đã quay lại một Batman khắc nghiệt, đen tối hơn, và tôi nghĩ đó là lý do tại sao những câu chuyện này cũng đã làm như vậy... Thậm chí ngày nay chúng ta vẫn còn sử dụng Batman của Neal với mũi chảy dài và tai nhọn"  Trong khi công việc của O'Neil và Adams đã được phổ biến với người hâm mộ, các lời ca ngợi đã làm rất ít để giúp doanh số bán hàng giảm; cùng được tổ chức đúng với một loạt lời ca ngợi tương tự nổi tiếng của nhà văn Steve Englehart và Marshall Rogers trong Detective Comics #471-476 (tháng 8 năm 1977 – tháng 4 năm 1978), trong đó tiếp tục ảnh hưởng đến bộ phim Batman năm 1989 và được điều chỉnh cho Batman: The Animated Series, ra mắt vào năm 1992 . Bất chấp điều này, lưu thông của truyện Batman tiếp tục giảm qua các năm 1970 và 1980, đạt mức thấp nhất vào năm 1985 .

### The Dark Knight Returnsvà sau đó
Loạt truyện giới hạn Batman: The Dark Knight Returns của Frank Miller (tháng 2-tháng 6 năm 1986), kể về câu chuyện của một Batman 55 tuổi trở lại hoạt động trong một tương lai có thể, hồi sinh lại nhân vật. The Dark Knight Returns là một thành công tài chính và từ đó đã trở thành một trong những truyện đáng chú ý nhất . Loạt truyện cũng tạo ra một sự hồi sinh quan trọng trong sự nổi tiếng của nhân vật .
Năm đó Dennis O'Neil trở thành biên tập viên của tiêu đề Batman và thiết lập khuôn mẫu cho các miêu tả của Batman sau loạt truyện nhỏ của DC là Crisis on Infinite Earths. O'Neil hoạt động theo giả định rằng ông được thuê để tân trang lại nhân vật và kết quả là đã cố gắng để truyền một giai điệu khác với các truyện đi trước.. Kết quả của phương pháp mới này là câu truyện "Year One" trong Batman #404-407 (tháng 2-tháng 5 năm 1987), trong đó Frank Miller và nghệ sĩ David Mazzucchelli xác định lại nguồn gốc của nhân vật. Nhà văn Alan Moore và họa sĩ Brian Bolland tiếp tục xu hướng này với tập truyện 48 trang Batman: The Killing Joke năm 1988 mà trong đó Joker cố gắng khiến Ủy viên Gordon bị điên bằng cách làm tổn thương con gái của ông là Barbara và sau đó bắt cóc và tra tấn Ủy viên cả về thể chất và tâm lý.

Số đầu tiên của Batman: The Dark Knight Returns, định nghĩa lại Batman trong những năm 1980. Bìa nghệ thuật của Frank Miller.

Truyện tranh Batman thu hút được sự chú ý lớn vào năm 1988 khi DC Comics đã tạo ra một số 900 để cho người đọc bỏ phiếu về việc liệu Jason Todd, Robin thứ hai, sống hay chết. Các cử tri đã quyết định ủng hộ cái chết của Jason với chênh lệch 28 phiếu (xem Batman: A Death in the Family) . Một năm sau đó cho thấy sự phát hành bộ phim Batman của Tim Burton, vốn đưa nhân vật trở lại sự chú ý của công chúng và đã thu được doanh thu hàng triệu đôla tại phòng vé và nhiều hơn trong việc bán hàng. Tuy nhiên, 3 phần tiếp theo là Batman Returns của Tim Burton và Batman Forever và Batman & Robin của Joel Schumacher đã không thành công tại các phòng vé. Thương hiệu phim về Batman sau đó được khởi động lại với Batman Begins năm 2005 và The Dark Knight năm 2008 của đạo diễn và đồng tác giả Christopher Nolan. Năm 1989, số đầu tiên của Legends of the Dark Knight, tiêu đề Batman mới đầu tiên dạng solo trong gần 50 năm, bán được gần 1 triệu bản .
Năm 1993, câu chuyện "Knightfall" giới thiệu một nhân vật phản diện mới, Bane, người đã làm bị thương nghiêm trọng Bruce Wayne. Jean-Paul Valley, còn được gọi là Azrael, được giao nhiệm vụ mặc Batsuit trong thời gian nghỉ dưỡng của Wayne. Nhà văn Doug Moench, Chuck Dixon, và Alan Grant đã làm việc trên tiêu đề "Knightfall" và cũng góp phần trong các tiêu đề Batman tương tự suốt những năm 1990. Năm 1998, câu truyện "Cataclysm" phục vụ như là tiền thân cho "No Man's Land" năm 1999, một câu chuyện trải dài một năm qua tất cả các tiêu đề Batman liên quan đến việc đối phó với ảnh hưởng của một trận động đất tàn phá thành phố Gotham. Vào lúc kết thúc "No Man's Land", O'Neil rời khỏi vai trò biên tập và được thay thế bởi Bob Schreck.
Một nhà văn khác nổi lên trên loạt truyện tranh Batman là Jeph Loeb. Cùng với cộng tác viên lâu năm Time Sale, họ đã viết hai loạt truyện ngắn ("The Long Halloween" và "Dark Victory") lấy bối cảnh vào đầu sự nghiệp của Batman chống lại toàn bộ nhân vật phản diện của anh (đặc biệt là Two-Face, với nguồn gốc được tái hình dung bởi Loeb) trong khi đối phó với những bí ẩn khác nhau liên quan đến kẻ giết người Holiday và Hangman, với Holiday là chủ đề gây tranh cãi căng thẳng và suy đoán giữa các fan của Batman. Năm 2003, Loeb hợp tác với nghệ sĩ Jim Lee để làm việc trên một chương bí ẩn: "Batman: Hush" cho cuốn sách Batman chính. Mười hai câu truyện này cho thấy Batman và Catwoman chống lại toàn bộ các nhân vật phản diện của Batman, bao gồm cả Jason Todd dường như sống lại, trong khi tìm kiếm danh tính của Hush bí ẩn. Trong khi nhân vật Hush không bắt kịp với các độc giả, chương truyện này là một trong các thành công bán hàng cho DC. Là truyện tranh đầu tiên của Jim Lee trong gần một thập kỷ, loạt truyện đã trở thành số 1 trên bảng xếp hạng doanh số bán hàng Diamond Comic Distributors lần đầu tiên kể từ Batman #500 (tháng 10 năm 1993) và sự xuất hiện Jason Todd đã đặt nền móng cho Judd Winic bắt đầu hoạt động như là nhà văn về Batman, với một sử thi nhiều tập, "Under the Hood", trải dài từ Batman #637-650.
Trong năm 2005, DC phát hành All-Star Batman and Robin, một loạt truyện tranh độc lập thiết lập bên ngoài Vũ trụ DC hiện có. Viết bởi Frank Miller và vẽ bởi Jim Lee, loạt truyện này là một thành công thương mại cho DC Comics , mặc dù bị chỉ trích rộng rãi và gay gắt bởi các nhà phê bình về kịch bản .
Bắt đầu từ năm 2006, nhà văn chuyên về Batman và Detective Comics là Grant Morrison và Paul Dini, với Grant Morrison đưa ra những yếu tố gây tranh cãi của truyền thuyết Batman (đáng chú ý nhất là cốt truyện theo chủ đề khoa học viễn tưởng của những truyện tranh Batman những năm 1950, trong đó Morrison viết việc Batman bị ảo giác dưới ảnh hưởng của khí ảo giác và đào tạo cảm giác rộng) vào nhân vật. Morrison tiến hành đến mức tột độ với "Batman R.I.P.", với Batman chống lại tổ chức phản diện "Black Glove" đang tìm cách hóa điên Batman. "Batman R.I.P." cuối cùng biến thành Final Crisis (cũng được viết bởi Morrison), chứng kiến cái chết của Batman bởi Darkseid. Trong loạt truyện ngắn năm 2009 là Batman: Battle for the Cowl, cựu trợ tá Dick Grayson của Wayne trở thành Batman mới, và con trai Damian của anh trở thành Robin mới . Trong tháng 6 năm 2009, Judd Winick trở lại viết Batman, trong khi Grant Morrison đưa ra loạt truyện của riêng mình, mang tên Batman and Robin .
Năm 2010, câu chuyện Batman: The Return of Bruce Wayne cho thấy Bruce vược thời gian để cuối cùng trở về hiện tại. Mặc dù lấy lại danh tính Batman, anh vẫn cho phép Grayson làm Batman. Bruce quyết định đưa chiến tranh chống tội phạm của mình lên phạm vi toàn cầu, cuối cùng trở thành trọng tâm của Batman Incorporated. DC Comics sau đó thông báo rằng Grayson sẽ là nhân vật chính trong "Batman", "Detective Comics" và "Batman and Robin, trong khi Wayne sẽ là nhân vật chính trong Batman Incorporated. Ngoài ra, Bruce cũng xuất hiện trong loạt truyện đang diễn ra, Batman: The Dark Knight.

### 2011: Tái phát hành của The New 52
Trong tháng 9 năm 2011, toàn bộ loạt truyện siêu anh hùng của DC Comics, bao gồm cả thương hiệu "Batman" đều được hủy bỏ và bắt đầu lại với số #1 như là một phần của The New 52 khởi động lại. Bruce Wayne là nhân vật duy nhất được xác định là Batman và sẽ được đặc trưng trong "Batman", "Detective Comics", "Batman anh Robin" và "Batman: The Dark Knight". Dick Grayson trở lại làm Nightwing và xuất hiện lại trong loạt truyện đang diễn ra của mình. Trong khi lịch sử của nhiều được nhân vật thay đổi đáng kể để thu hút các độc giả trẻ, mới hơn, lịch sử của Batman vẫn chủ yếu được giữ nguyên. "Batman" Incorporated được bắt đầu lại vào năm 2012 để hoàn thành câu truyện "Leviathan".
Năm 2015, DC Comics phát hành The Dark Knight III: The Master Race, phần tiếp theo của The Dark Knight Returns và The Dark Knight Strikes Again.
Vào tháng 6 năm 2016, sự kiện DC Rebirth tái khởi động toàn bộ dòng truyện tranh của DC Comics. Batman đã được reboot lại với một chương mang tên Batman: Rebirth # 1 (tháng 8 năm 2016).

## Tiểu sử nhân vật hư cấu
Lịch sử của Batman đã trải qua nhiều chỉnh sửa khác nhau, cả nhỏ và lớn. Một vài yếu tố lịch sử của nhân vật về cơ bản không bị thay đổi nhiều. Các học giả William Uricchio và Roberta E. Pearson lưu ý rằng trong những năm 1990, "Không giống như một số nhân vật hư cấu, Batman không có urtext chính thiết lập trong một khoảng thời gian cụ thể, nhưng lại tồn tại trong rất nhiều văn bản tương tự như nhau liên tục xuất hiện trong hơn năm thập kỷ" .
Sự kiện cố định trung tâm trong những câu chuyện về Batman là câu chuyện gốc của nhân vật . Khi còn là một cậu bé, Bruce Wayne cảm thấy kinh hoàng và tổn thương khi chứng kiến cha mẹ của mình, bác sĩ Thomas Wayne và vợ là Martha bị sát hại bởi một tay buôn lậu ngay trước mặt của mình. Điều này khiến anh đứng lên chống lại tội phạm trong thành phố Gotham như là Batman. Pearson và Uricchio cũng lưu ý vượt ra ngoài câu chuyện nguồn gốc và sự kiện như vậy trong sự giới thiệu của Robin "Until recently, the fixed and accruing and hence, canonized, events have been few in number,", một tình huống được thay đổi bởi nỗ lực chỉnh sửa Batman ngay sau đó của biên tập viên như Dennis O'Neil để đảm bảo tính thống nhất và liên tục giữa các câu chuyện .

### Thời đại Vàng
Trong lần xuất hiện đầu tiên của Batman trong Detective Comics #27, anh đã hoạt động như là một chiến sĩ chống tội phạm . Nguồn gốc của Batman lần đầu tiên được trình bày trong Detective Comics #33 (tháng 11 năm 1939), và sau đó được làm rõ hơn trong Batman #47. Khi đó, Bruce Wayne là con của bác sĩ Thomas Wayne và vợ là Martha, hai nhà từ thiện rất giàu có trong xã hội của thành phố Gotham. Bruce được nuôi dạy trong Biệt thự Wayne, với vẻ huy hoàng giàu có của nó và được dẫn dắt bởi hạnh phúc và đặc quyền cho đến khi anh 8 tuổi, khi cha mẹ bị giết bởi một tên tội phạm tên là Joe Chill trong khi họ trên đường về nhà từ một rạp chiếu phim. Bruce Wayne do đó thề sẽ giải phóng thành phố khỏi tội ác đã lấy đi mạng sống của cha mẹ mình. Anh tham gia trong việc đào tạo trí tuệ và thể chất cường độ cao nhưng sớm nhận ra rằng những kỹ năng này thôi là chưa đủ. "Tội phạm là một bọn hèn nhát mê tín dị đoan", Wayne nhận xét, "để ngụy trang tôi phải có khả năng tạo nỗi khiếp sợ vào trái tim của chúng. Tôi phải là một sinh vật của bóng đêm, đen, khủng khiếp...". Như thể đáp ứng mong muốn của anh, đột nhiên một con dơi bay qua cửa sổ, tạo cảm hứng cho Bruce đảm nhận nhân cách của Batman .
Trong những dải truyện đầu tiên, sự nghiệp của Batman như là một quái hiệp đã nhận được sự khó chịu của cảnh sát. Trong thời gian này Wayne có một vị hôn thê tên là Julie Madison . Wayne nhận nuôi một cậu bé nhào lộn trong rạp xiếc bị mồ côi tên Dick Grayson, người trở thành trợ tá của anh, Robin. Batman cũng trở thành một thành viên sáng lập của Justice Society of America , mặc dù anh cũng giống như Superman là một thành viên danh dự  và do đó chỉ thỉnh thoảng tham gia. Mối quan hệ của Batman với pháp luật được rã băng nhanh chóng và anh trở thành một thành viên danh dự của sở cảnh sát thành phố Gotham . Trong khoảng thời gian này, quản gia Alfred Pennyworth đến Biệt thự Wayne và sau khi suy luận ra bí mật của Dynamic Duo đã gia nhập nhóm của Batman .

### Thời đại Bạc
Thời đại Bạc của Truyện tranh của DC Comics thỉnh thoảng bắt đầu vào năm 1956 khi nhà xuất bản giới thiệu Barry Allen, một phiên bản mới, nâng cấp của The Flash. Batman tuy vậy vẫn không bị thay đổi đáng kể vào cuối những năm 1950 cho dòng liên tục mà sau đó sẽ được gọi là Earth-One. Những truyện Batman giai điệu nhẹ đã thực hiện trong khoảng thời gian giữa Thời đại Vàng và Bạc đã dẫn đến những câu chuyện của cuối những năm 1950 và đầu những năm 1960 thường có một số lượng lớn các yếu tố khoa học viễn tưởng và Batman cũng không thay đổi đáng kể theo cách của các nhân vật khác cho đến Detective Comics #327 (tháng 5 năm 1964), trong đó Batman trở lại gốc rễ thám tử của mình với hầu hết các yếu tố khoa học viễn tưởng đã được vứt bỏ từ bộ truyện. 
Sau khi giới thiệu đa vũ trụ của DC Comics trong những năm 1960, DC lập luận rằng những câu chuyện của Batman trong Thời đại Vàng là của nhân vật đến từ thế giới song song Earth-Two. Phiên bản này của Batman cộng tác và kết hôn với Earth-Two Catwoman được cảm hóa, Selina Kyle (như trong Superman Family# 211) và là cha của Helena Wayne, người với vai trò là Huntress trở thành (cùng với Dick Grayson, Robin của Earth-Two) người bảo vệ của Gotham khi Wayne nghỉ hưu để trở thành một ủy viên cảnh sát, một vị trí anh nắm giữ cho đến khi bị giết trong cuộc phiêu lưu cuối cùng như là Batman. Danh hiệu Batman tuy nhiên thường bị bỏ qua dẫn đến một phân biệt được thực hiện giữa Batmen trước và khi tân trang lại (vì không giống như The Flash hoặc Green Lantern, truyện tranh Batman được xuất bản mà không bị gián đoạn suốt những năm 1950) và sẽ làm tham chiếu đến những câu chuyện từ Thời đại Vàng . Tuy nhiên, các chi tiết lịch sử của Batman đã được thay đổi hoặc mở rộng qua nhiều thập kỷ. Bổ sung này bao gồm cuộc gặp gỡ với Superman tương lai, dược giáo dục bởi người chú Philip Wayne của mình (được giới thiệu trong Batman #208, tháng 1/tháng 2 năm 1969 sau cái chết của cha mẹ, và vẻ ngoài của cha Bruce và của chính anh là phiên bản nguyên mẫu của Batman và Robin . Năm 1980, biên tập viên Paul Levitz đưa loạt truyện hạn chế Untold Legend of the Batman để ghi chép nguồn gốc và lịch sử của Batman.
Batman hay thường xuyên gặp gỡ và làm việc với các anh hùng khác trong Thời đại Bạc, đặc biệt là Superman, người mà anh bắt đầu làm việc thường xuyên cùng trong một loạt các loạt truyện lập nhóm trong World's Finest Comics, bắt đầu vào năm 1954 và vẫn tiếp tục diễn ra mặc cho sự hủy bỏ của loạt truyện vào năm 1986. Batman và Superman thường được mô tả như là những người bạn thân. Batman cũng trở thành một thành viên sáng lập của Justice League of America, xuất hiện trong câu chuyện lần đầu tiên vào năm 1960 và Brave and the Bold #28. Trong những năm 1970 và 1980, Brave and the Bold trở thành một tiêu đề Batman, trong đó Batman lập nhóm với các siêu anh hùng khác nhau của DC Universe mỗi tháng.
Năm 1969, Dick Grayson theo học đại học như một phần nỗ lực của DC Comics nhằm rà soát lại các truyện tranh Batman. Ngoài ra, Batman cũng di chuyển từ dinh thự của mình, Biệt thự Wayne sang một căn hộ trên đỉnh tòa nhà Quỹ Wayne ở trung tâm Gotham, để được gần hơn với tội phạm của thành phố. Batman trong những năm 1970 và đầu những năm 1980 chủ yếu là làm việc solo, thỉnh thoảng lập nhóm với Robin và/hoặc Batgirl. Cuộc phiêu lưu của Batman cũng trở nên đen tối và ảm đạm hơn trong khoảng thời gian này, miêu tả tội phạm ngày càng bạo lực, bao gồm cả sự xuất hiện lần đầu tiên (kể từ đầu Thời đại Vàng) của Joker là một kẻ giết người tâm thần, và Ra's al Ghul, một kẻ khủng bố nhiều thế kỉ biết danh tính bí mật của Batman. Trong những năm 1980, Dick Grayson trở thành Nightwing .
Trong số cuối cùng của Brave and the Bold vào năm 1983, Batman rời khỏi Justice League và thành lập một nhóm mới gọi là Outsiders. Anh do đó trở thành nhà lãnh đạo của nhóm cho đến Batman and the Outsiders #32 (1986) và bộ truyện sau đó thay đổi tiêu đề của nó.

### Batman hiện đại
Sau loạt truyện hạn chế đang chéo 12 số là Crisis on Infinite Earths, DC Comics kết nối lại lịch sử của một số nhân vật chính trong một nỗ lực nhằm cập nhật họ cho khán giả đương đại. Frank Miller kể lại nguồn gốc của Batman trong câu chuyện "Year One" từ Batman #404-407, trong đó nhấn mạnh một giai điệu grittier của nhân vật . Mặc dù Batman của Earth-Two đã bị xóa khỏi lịch sử, nhiều câu chuyện sự nghiệp của Batman trong Thời đại Bạc/Earth-One (cùng với một số lượng của Thời đại Vàng) vẫn còn được coi là kinh điển trong vũ trụ sau Crisis, với nguồn gốc của anh vẫn tương tự trong bản chất, bất chấp sự thay đổi. Ví dụ, cảnh sát của Gotham chủ yếu là tham nhũng, do đó thiết lập thêm cho sự tồn tại của Batman. Trong khi quá khứ của Dick Grayson vẫn như cũ, lịch sử của Jason Todd, Robin thứ hai, bị thay đổi, biến cậu thành con trai mồ côi của một kẻ lừa đảo, người cố gắng ăn cắp lốp xe của Batmobile . Một sự loại bỏ khác là người giám hộ Phillip Wayne khiến Bruce Wayne được nuôi dạy bởi Alfred Pennyworth. Ngoài ra, Batman không còn là một thành viên sáng lập của Justice League of America, mặc dù anh trở thành lãnh đạo trong một thời gian ngắn của một hóa thân mới của nhóm ra mắt vào năm 1987. Để giúp điền vào cốt truyện được sửa đổi cho Batman sau Crisis, DC đưa ra một tiêu đề Batman mới được gọi là Legends of the Dark Knight vào năm 1989 và đã xuất bản loạt truyện ngắn và một câu chuyện nhỏ khác nhau mà phần lớn diễn ra trong thời gian "Year One". Những câu chuyện khác từ Jeph Loeb và Matt Wagner cũng lấy cảm hứng từ thời đại này. 
Năm 1988, câu truyện "Batman: A Death in the Family" từ Batman #426-429 nói về Jason Todd, Robin thứ hai, bị giết bởi Joker . Hậu quả là Batman bắt đầu hoạt động một cách thiếu thận trọng quá mức trong việc chống tội phạm, một kết quả của nỗi đau mất Jason Todd. Batman hoạt động một mình đến khi kết thúc của thập kỷ, khi Tim Drake trở thành Robin mới . Năm 2005, nhà văn hồi sinh lại nhân vật Jason Todd và khiến anh ta đọ sức chống lại người thầy cũ của mình như là quái hiệp giết người Red Hood.
Nhiều câu truyện Batman lớn từ những năm 1990 đã được liên danh crossover chạy cho một số tập. Năm 1993, DC xuất bản hai câu truyện "Death of Superman" và "Knightfall". Trong giai đoạn đầu tiên của cốt truyện "Knightfall", nhân vật phản diện mới là Bane làm tê liệt Batman, buộc Wayne giao cho Azrael đảm nhận vai trò này. Sau khi kết thúc "Knightfall", những câu chuyện khác được chia theo 2 hướng, theo sau cuộc phiêu lưu của Azrael-Batman và nhiệm vụ của Bruce Wayne để trở thành Batman một lần nữa. Câu chuyện sau đó được tổ chức lại trong "KnightsEnd", với Azrael ngày càng trở nên bạo lực và bị đánh bại bởi Bruce Wayne được chữa khỏi. Wayne tạm thời chuyển giao chức danh Batman cho Dick Grayson (sau đó là Nightwing) trong một thời gian trong khi anh tập luyện để trở về vai trò .
Năm 1994, bộ truyện Zero Hour thay đổi khía cạnh liên tục của DC một lần nữa, bao gồm cả Batman. Đáng chú ý trong số những thay đổi này là dân chúng nói chung và tội phạm đều xem xét Batman là một truyền thuyết đô thị chứ không phải là một lực lượng được biết đến. Tương tự như vậy, kẻ giết cha mẹ Waynes không bao giờ bị bắt hoặc xác định, có hiệu quả loại bỏ Joe Chill khiến câu chuyện như là một "Year Two" không kinh điển.
Batman lại một lần nữa trở thành thành viên của Justice League vào năm 1996 bởi loạt truyện khởi động lại của Grant Morrison có tựa đề JLA. Trong khi Batman góp phần rất lớn đến sự thành công của nhóm, Justice League chủ yếu ít liên quan khi Batman và Gotham phải đối mặt với thảm họa trong chương kết thúc của thập kỷ. Trong cốt truyện "Cataclysm" năm 1998, thành phố Gotham bị tàn phá bởi một trận động đất và bị cắt đứt khỏi Chính phủ Hoa Kỳ sau đó. Bị tước đoạt nhiều nguồn lực công nghệ, Batman phải chiến đấu giành lại thành phố từ vô số các băng nhóm trong "No Man's Land" năm 1999.
Trong khi đó, mối quan hệ của Batman với Cục Cảnh sát thành phố Gotham thay đổi một cách tồi tệ hơn với các sự kiện của "Batman: Officer Down" và "Batman: War Games/War Crimes"; đồng minh của Batman trong lực lượng thực thi pháp luật là Ủy viên Gordon và Harvey Bullock buộc phải rời khỏi sở cảnh sát trong "Officer Down", trong khi "War Games" và "War Crimes" cho thấy Batman trở thành một kẻ bị truy nã sau khi kế hoạch của anh nhằm làm vô hiệu hóa thế giới ngầm của tội phạm thành phố Gotham đã vô tình dẫn đến một cuộc chiến tranh băng đảng lớn kết thúc với Black Mask trở thành người cai trị không thể tranh cãi của các băng nhóm tội phạm trong thành phố. Một rắc rối khác đến với Batman là Lex Luthor (bí mật đứng đằng sau những sự kiện của "No Man's Land") đã tìm cách trả thù Bruce Wayne bằng cách hủy bỏ tất cả các hợp đồng chính phủ cho công ty của anh khi Luthor được bầu làm Tổng thống Hoa Kỳ. Luthor cũng đổ tội giết người cho Batman một lần nữa với cái chết người yêu Vesper (được giới thiệu vào giữa những năm 1990) trong câu chuyện "Bruce Wayne: Murderer?" và "Bruce Wayne: Fugitive". Mặc dù Batman thanh minh được cho mình, anh cũng mất đi một đồng minh là vệ sĩ Sasha, người được tuyển dụng vào tổ chức được gọi là "Checkmate", trong khi anh bị mắc kẹt trong nhà tù do sự từ chối của cô trong việc dùng bằng chứng quốc gia chống lại chủ của mình. Trong khi anh không thể chứng minh rằng Luthor đứng đằng sau cái chết của Vesper, Batman đã trả thù được với sự giúp đỡ từ Talia al Ghul trong Superman/Batman #1-6: không chỉ hạ bệ Lex Luthor khỏi ghế Tổng thống mà anh còn làm phá sản nhân vật phản diện này trong tiến trình.
Trong loạt truyện hạn chế của DC năm 2005 là Identity Crisis cho thấy thành viên của JLA là Zatanna đã chỉnh sửa trí nhớ của Batman để ngăn chặn anh trong việc ngăn cản League phẫu thuật thùy não Dr. Light sau khi ông ta hãm hiếp Sue Dibny. Điều này tạo ra một sự mất lòng tin hoàn toàn của Batman với các đồng đội siêu anh hùng khác, được thể hiện bởi nhà văn Mark Waid trong câu truyện "Tower of Babel" của JLA, với Batman lưu giữ các tập tin về cách tiêu diệt các đồng đội siêu anh hùng. Batman sau đó tạo ra hệ thống giám sát vệ tinh Brother I để theo dõi và nếu cần, giết các siêu anh hùng khác. Hệ thống này cuối cùng được dùng bởi Maxwell Lord, người sau đó giết chết siêu anh hùng Blue Beetle để chặn anh ta cảnh báo Jutice League về sự tồn tại của sản phẩm giết người của Batman. Sự tiết lộ về sản phẩm của Batman và sự liên đới của anh cho cái chết của Blue Beetle đã trở thành một động lực cho sự xuất hiện của loạt truyện ngắn Infinite Crisis, vốn tái cơ cấu lại dòng liên tục của DC. Trong Infinite Crisis #7, Alexander Luthor, Jr. đề cập rằng trong lịch sử mới được viết lại của "New Earth", tạo ra trong số trước đó, kẻ giết Martha và Thomas Wayne - Joe Chill - đã bị bắt, do đó hoàn tác tạo lại các sự kiện sau Zero Hour. Batman và một nhóm siêu anh hùng phá hủy Brother Eye và OMACs, mặc dù vào phút cuối cùng Batman đạt đến điểm vi phạm nguyên tắc của chính mình khi Alexander Luthor, Jr làm bị thương Nightwing. Cầm lấy một khẩu súng, Batman suýt nữa bắn chết Luthor để trả thù cho trợ tá cũ của mình cho đến khi Wonder Woman thuyết phục anh không nên bóp cò súng.
Tiếp sau Infinite Crisis, Bruce Wayne, Dick Grayson (phục hồi từ những vết thương của mình) và Tim Drake tạm thời rời thành phố Gotham, để "xây dựng lại Batman."  Trong câu truyện Face the Face, Batman và Robin trở lại thành phố Gotham sau sự vắng mặt lâu năm của họ. Một phần của sự vắng mặt này dược thể hiện trong Tuần 30 của loạt 52, trong đó cho thấy Batman chiến đấu chống lại con quỷ trong nội tâm của mình . Sau đó trong 52, Batman được thể hiện trải qua một nghi lễ thiền định mãnh liệt trong Nanda Parbat. Điều này trở thành một phần quan trọng thường xuyên của tiêu đề Batman, trong đó tiết lộ rằng Batman tái sinh như một chiến binh chống tội phạm hiệu quả hơn trong khi trải qua nghi lễ này, do đã "săn lùng và ăn" các dấu vết cuối cùng của sự sợ hãi trong tâm trí của anh .
Vào cuối câu chuyện "Face the Face", Bruce chính thức nhận nuôi Tim (người mất cả cha mẹ của mình tại các điểm khác nhau trong lịch sử của nhân vật) là con trai mình . Trong câu chuyện tiếp theo, Batman & Son, giới thiệu Damian Wayne, con trai của Batman với Talia al Ghul. Batman, Superman và cùng với Wonder Woman, cải cách Justice League trong việc loạt truyện Justice League of America mới , và tiếp xúc với hiện thân mới nhất của Outsiders .
Cốt truyện năm 2008 của Grant Morrison, Batman R.I.P., minh họa thể chất và tinh thần của Batman bị phá vỡ bởi tổ chức "Black Glove," bí ẩn, thu hút được nhiều tin tức trước khi kết luận đánh giá cao sự khuyến khích của nó, cho thấy cái chết của Bruce Wayne . Ý định ban đầu, trên thực tế, không phải cho Batman chết trong các trang của "R.I.P", nhưng là cho câu chuyện tiếp tục với sự kiện hiện tại của DC là Final Crisis và cái chết xảy ra ở đó. Như vậy, hai vấn đề của câu truyện được thiết kế gọi là "Last Rites" cho thấy Batman sống sót vụ tai nạn máy bay trực thăng đâm vào con sông của thành phố Gotham và quay trở lại Batcave, chỉ để được triệu tập đến Hall of Justice của JLA để giúp điều tra cái chết của Orion. Điều này dẫn đến các sự kiện của "Final Crisis" (vốn bắt đầu được công bố trong kết luận của "Batman R.I.P"), với Batman bị bắt cóc bởi Granny Goodness. "Last Rites" nói về câu chuyện về Batman được thăm dò tâm trí bởi tay sai của Darkseid là Mokkari và Simyon, trong một nỗ lực để lấy đặc điểm tính cách mà làm cho Batman là siêu anh hùng thành công để ghép chúng cho các bản sao vô tính. Kế hoạch này không thành công do các bản sao không thể xử lý được những căng thẳng và đau buồn của Batman nên đã tự sát hơn là chịu đựng một sự tồn tại bị tra tấn. Câu truyện kết thúc với một điểm quan trọng của cốt truyện "Final Crisis", vì nó tiết lộ rằng Batman giữ viên đạn được sử dụng để giết Orion trong thắt lưng tiện ích của mình .
Cái chết thực sự của Batman xảy ra trong Final Crisis #6 khi anh đối mặt với Darkseid. Batman thông báo rằng anh sẽ phá vỡ quy tắc "không dùng súng" của mình trong khi phải đối mặt với nhân vật phản diện này. Sử dụng loại súng được tạo ra bởi Apokolips, Batman bắn vào ngực Darkseid với một viên đạn làm từ Radion (tương tự với viên đạn được sử dụng để giết Orion), cũng lúc Darkseid giải phóng Omega Sanction, hay "cái chết là cuộc sống" vào người của Batman . Tuy nhiên, Omega Saction không thực sự tiêu diệt mục tiêu của nó nhưng lại gửi ý thức của mục tiêu vào thế giới song song. Mặc dù xác chết của Batman cho thấy rằng anh đã chết, vào lúc kết thúc Final Crisis đã tiết lộ rằng Batman đã được gửi đến quá khứ xa xôi, nơi anh chứng kiến sự ra đi của Anthro .
Loạt truyện ngắn 3 tập Battle for the Cowl ('cowl' đề cập đến mặt nạ của Batman) cho thấy những người gần gũi nhất với Wayne cạnh tranh "quyền" đảm nhận vai trò của Batman. Cuối cùng, Grayson miễn cưỡng giả định vai trò . Tim Drake sử dụng danh tính của Red Robin để tìm kiếm Bruce Wayne trên toàn thế giới, người mà anh tin rằng vẫn còn sống.
Trong Blackest Night, nhân vật phản diện Black Hand được nhìn thấy là đào trộm cơ thể Bruce Wayne, trộm cắp hộp sọ của anh và tuyển mộ nó vào Black Lantern Corps . Deadman, người có cơ thể cũng trở thành một Black Lantern, chạy đến trợ giúp cho Batman và Robin mới cùng với Red Robin chống lại các nhân vật phản diện Gotham đã chết được hồi sinh như là Black Lantern, cũng như thành viên gia đình của riêng họ  Hộp sọ của Bruce trong một khoảng thời gian ngắn dược tái tạo như một Black Lantern, xây dựng lại một cơ thể trong quá trình này bởi chúa tể của Black Hand, Nekron, để chống lại Justice League và Tên Titans. Sau khi Black Lantern Batman tạo ra nhiều nhẫn năng lượng màu đen để gắn vào và tiêu diệt phần lớn Justice League, hộp sọ bỗng trở lại bình thường sau khi Nekron giải thích mục đích của nó như là một sợi dây gắn kết tình cảm. Nekron cũng gọi hộp sọ là "Bruce Wayne", biết rằng cơ thể không phải là thực .
Trong cốt truyện thứ ba của Batman and Robin, "Blackest Knight", đã tiết lộ rằng cơ thể bỏ lại phía sau vào kết thúc của Final Crisis #6 thực sự là một bản sao được tạo ra từ thất bại của Darkseid trong việc tạo ra một đội quân "Batmen". Bởi vì điều này, hộp sọ được sử dụng bởi Black Lantern Corps và tái dựng bởi Nekron là giả. Dick Grayson, nghĩ rằng đó là cơ thể thật của Bruce Wayne, đã cố gắng hồi sinh nó trong Lazarus Pit để chỉ được một chuyên gia chiến đấu bạo tàn, vô nhân tính. Anh do đó mới nhận ra sự thật về cơ thể này .
Morrison tiếp tục cốt truyện với loạt truyện ngắn Batman: The Return of Bruce Wayne. Trong đó, Bruce đi ngược thời gian từ thời tiền sử để quay lại Gotham hiện tại. Tuy nhiên, Dark Knight phải vượt qua những trở ngại không lường trước được: Darkseid đã biến anh thành một vũ khí ngày tận thế khi hắn gửi anh đi ngược thời gian, buộc Batman phải liên minh để ngăn chặn Darkseid . Nhờ các đồng minh của mình, Batman có thể lật tẩy kế hoạch cuối cùng của Darkseid và trở về hiện tại.
Sau khi Bruce trở về, anh trở lại với vai trò của mình là The Dark Knight trên quy mô toàn cầu, do đó cho phép Dick và Damian tiếp tục là Gotham Dynamic Duo. Điều này được thấy trong loạt truyện đang tiếp diễn Batman, Inc., với Batman sẽ thành lập một đội quân anh hùng sẽ phục vụ như là Batman trên tất cả các nước trên thế giới. Để kết thúc, Bruce Wayne công khai thông báo rằng Wayne Enterprises sẽ giúp Batman thực hiện sứ mệnh của mình, được gọi là "Batman, Incorporated". Ngoài ra, Batman sẽ là nhân vật chính trong tiêu đề mới là Batman: The Dark Knight, sẽ được viết và vẽ bởi David Finch. Tiêu đề này mới cũng sẽ cho thấy Batman còn ở lại Gotham để điều tra về sự biến mất của người bạn Dawn Golden, trong một môi trường thần bí và ma thuật.

### The New 52
Trong The New 52 của năm 2011, Bruce Wayne sẽ là nhân vật duy nhất được xác định là Batman trong khi Dick Grayson sẽ trở lại làm Nightwing. Damian sẽ tiếp tục là Robin dưới sự hướng dẫn của cha mình. Nhân vật đối kháng chủ yếu của Batman loạt truyện bắt đầu lại là Court of the Owls, một tổ chức bí mật đã cai trị Gotham trong nhiều thế kỷ. Khi Batman bắt đầu can thiệp vào ảnh hưởng của nhóm, họ bắt đầu chuyển sang tấn công, tiến hành nhiều vụ ám sát trên khắp Gotham trong sự kiện đang chéo Night of the Owls, với Batman và các đồng minh khác nhau của anh phải chạy đua để ngăn chặn.

## Đặc tính
Đặc điểm chính của Batman có thể được tóm tắt như "tài sản; sức mạnh vật lý; khả năng suy luận và nỗi ám ảnh."  Các chi tiết và giai điệu của truyện tranh Batman được thay đổi trong nhiều năm qua do các nhóm sáng tạo khác nhau. Dennis O'Neil lưu ý rằng tính nhất quán không phải là một mối quan tâm lớn trong chế độ biên tập lúc đầu: "Julie Schwartz làm một Batman trong Batman và Detective và Murray Boltinoff đã làm một Batman trong Brave and the Bold và ngoài trang phục ra thì họ mang rất ít sự tương đồng với nhau. Julie và Murray đã không phối hợp nỗ lực của họ, không giả vờ, không muốn làm, không yêu cầu. Tính liên tục không phải là quan trọng trong những ngày đó." 
Các động lực đằng sau nhân vật Batman là từ thời thơ ấu của anh. Bob Kane và Bill Finger thảo luận về lý lịch của Batman và quyết định rằng "không có gì chấn thương nhiều hơn là so với việc cha mẹ bị sát hại trước mắt bạn."  Mặc cho chấn thương của mình, anh được định hướng đào tạo để trở thành một nhà khoa học xuất sắc  và đào tạo cơ thể của mình vào một thể chất hoàn thiện tuyệt đối  để chống lại tội phạm trong thành phố Gotham như là Batman, một ý tưởng lấy cảm hứng từ cái nhìn sâu sắc của Wayne vào tâm trí tội phạm . Một đặc tính khác của Batman là một quái hiệp; để ngăn chặn cái ác bắt đầu với cái chết của cha mẹ, đôi khi chính anh phải vi phạm pháp luật. Mặc dù được thể hiện bằng nhiều cách khác nhau bởi các nghệ sĩ khác nhau, nó vẫn có các chi tiết và thành phần nguyên tố của nguồn gốc Batman không bao giờ bị thay đổi ở tất cả các sách truyện tranh, những "sự lặp lại của các sự kiện có nguồn gốc cơ bản được giữ lại với nhau nếu không được biểu hiện khác nhau" . Nguồn gốc là vấn đề của những đặc điểm và thuộc tính của nhân vật, vốn diễn ra trong nhiều cuộc phiêu lưu của nhân vật 
Batman thường được coi là quái hiệp bởi nhiều nhân vật khác trong câu chuyện của mình. Frank Miller xem nhân vật như "một hình tượng dionysian, một lực lượng cho tình trạng vô chính phủ áp đặt lên một cá nhân . Ăn mặc như một con dơi, Batman cố tình nuôi dưỡng một nhân cách đáng sợ để giúp anh trong cuộc chiến chống tội phạm , một nỗi sợ hãi bắt nguồn từ lương tâm tội lỗi của bọn tội phạm .

### Bruce Wayne
Trong danh tính bí mật của mình, Batman là Bruce Wayne, một doanh nhân giàu có sống ở thành phố Gotham. Đối với thế giới bên ngoài, Bruce Wayne thường được xem là có bề ngoài của một tay chơi vô trách nhiệm, không sâu sắc, sống dựa trên tài sản cá nhân của gia đình (tích lũy được khi gia đình anh đầu tư vào bất động sản của Gotham trước khi thành phố trở thành một thành phố nhộn nhịp)  và lợi nhuận của Wayne Enterprises, một công ty công nghệ tư nhân lớn mà anh thừa hưởng. Tuy nhiên, Wayne còn nổi tiếng với các đóng góp của anh cho từ thiện, đặc biệt là thông qua Wayne Foundation, một tổ chức từ thiện chuyên giúp đỡ các nạn nhân của tội phạm và ngăn chặn người trở thành tội phạm . Bruce tạo ra tính cách tay chơi đối với công chúng để hỗ trợ trong việc tránh bị nghi ngờ về danh tính bí mật của mình, thường hành động mờ nhạt và tự hấp thu để tiếp tục hành động . Một các biện pháp đáng chú ý mà anh sử dụng là giả vờ mình là một tay nghiện rượu nặng bằng cách tuyên bố rượu bia gừng là loại đồ uống mạnh mẽ; Bruce thực ra là một người kiêng rượu nghiêm ngặt để duy trì thể chất của mình và sự sắc sảo về tâm lý.
Nhà văn của cả Batman và Superman đều có những câu chuyện thường được so sánh trong bối cảnh của 2 câu chuyện khác nhau, để có các kết luận khác nhau. Cũng giống như Superman, tính cách nổi bật của Batman là bản sắc kép thay đổi theo thời gian. Truyện tranh hiện đại có xu hướng miêu tả "Bruce Wayne" như vẻ ngoài, với "Batman" là đại diện thật hơn của nhân cách của anh  (trong đối lập với Superman sau Crisis, người có tính cách "Clark Kent" là nhân cách 'thực tế', và "Superman" là 'mặt nạ') . Trong Batman Unmasked, một phim tài liệu truyền hình về tâm lý của nhân vật, Phó Giáo sư Tâm lý học Xã hội tại Đại học California, Los Angeles và nhà khoa học hành vi tại Rand Corporation là Benjamin Karney đã lưu ý rằng tính cách của Batman là được dẫn dắt bởi nhân tính vốn có của Bruce Wayne; rằng "Batman, cho tất cả các lợi ích của nó và cho tất cả các thời gian Bruce Wayne dành cho nó, cuối cùng là một công cụ cho những nỗ lực của Bruce Wayne để làm cho thế giới tốt hơn ".
Như đã nói trong cuốn sách của Will Brooker là Batman Unmasked, "sự xác nhận của danh dạng Batman sống với khán giả trẻ... anh không phải là Bruce Wayne; anh chỉ cần bộ đồ và dụng cụ, khả năng, và quan trọng nhất là đạo đức, nhân tính. Chỉ có một cảm giác về anh ấy. "họ tin tưởng anh ta... và họ sẽ không bao giờ sai" .
Finger là người đề ra cái tên "Bruce Wayne" cho danh tính bí mật của Batman. Trong History of the Comics của Jim Steranko, vol. 1, Bill Finger tiết lộ, "tên thật của Bruce Wayne đến từ Robert Bruce, một người Scottish yêu nước. Wayne, một tay chơi, là một người của tầng lớp quý tộc. Tôi tìm kiếm cho một tên mà sẽ gợi ý đến chủ nghĩa thực dân.. Tôi đã cố gắng dùng Adams, Hancock... sau đó tôi nghĩ đến Mad Anthony Wayne. "
Trong sách của T. James Musler là Unleashing the Superhero in Us All, ông khám phá mức độ quan trọng của tiền bạc trong đời sống của Bruce Wayne .

### Dick Grayson
Trong khi Wayne đi ngược thời gian để trở về với hiện tại, Dick Grayson đã trở thành Batman mới. Đây là lần thứ hai anh đã sử dụng nhân dạng này trong sự vắng mặt của Bruce Wayne; lần đầu tiên là khi Wayne hồi phục trở lại với cái lưng bị gãy. Sau "cái chết" của Wayne, Dick nói rằng anh không có vấn đề khi trở thành Batman, nhưng Wayne đã ghi âm lại một tin nhắn khuyên anh tiếp tục chiến đấu với tội phạm như Nightwing với Robin ở bên cạnh. Nhận thấy rằng Gotham vẫn cần Dark Knight, Dick từ bỏ danh hiệu Nightwing của mình để trở thành Batman mới. Với sự trở lại của Wayne và kế hoạch để khởi động Batman trên toàn thế giới, Dick sẽ tiếp tục là Batman của thành phố Gotham. Sau các sự kiện của "Flashpoint", anh lại trở về làm Nightwing.
Trong một cuộc phỏng vấn với IGN, Morrison chi tiết việc về việc để Grayson là Batman và Damian Wayne là Robin sẽ là một "đảo ngược" của hoạt động bình thường giữa Batman và Robin, với "Batman nhẹ nhàng và tự phát và một Robin mạnh mẽ, cau có,". Morrison giải thích ý định của mình cho đặc tính mới của Batman: "Dick Grayson là siêu anh hùng mặc trang phục. Anh chàng này đã là đối tác của Batman kể từ khi anh còn nhỏ, anh đã lãnh đạo Teen Titans, và anh ta được đào tạo với tất cả mọi người trong vũ trụ DC. Vì vậy, anh là một loại Batman rất khác biệt. Anh ta dễ dàng hơn nhiều;.. Anh ta lỏng lẻo hơn và thoải mái hơn" .

## Kỹ năng, năng lực và tài nguyên
Batman là người thường, không có siêu năng lực. Để bù đắp điều này, Batman dựa vào "kiến thức khoa học, kỹ năng thám tử, và sức mạnh thể thao của riêng mình."  Trong những câu chuyện, Batman được coi là một trong những thám tử vĩ đại nhất của thế giới . Trong câu chuyện đầu tiên của Grant Morrison trong JLA, Superman mô tả Batman là "người đàn ông nguy hiểm nhất trên Trái Đất", dễ dàng đánh bại một nhóm người ngoài hành tinh mạnh hơn hẳn mình để giải cứu đồng đội bị bắt giữ .
Anh dành một phần đáng kể cuộc sống của mình để đi du lịch thế giới và tiếp thu các kỹ năng cần thiết để hỗ trợ trong cuộc thập tự chinh chống tội phạm. Kiến thức và chuyên môn của anh trong hầu hết mọi lĩnh vực được coi là gần như là vô song so với các nhân vật khác trong vũ trụ DC . Anh cũng là một bậc thầy của ngụy trang, thường xuyên thu thập thông tin dưới danh tính của Matches Malone, một tên gangster khét tiếng. Ngoài ra, Batman nhiều lần được mô tả như là một trong những võ sĩ vĩ đại nhất trong vũ trụ DC, được đào tạo hoặc từng chiến đấu chống lại những người giỏi nhất bao gồm các danh nhân như Lady Shiva, Bronze Tiger và Richard Dragon. Bộ đồ của Batman cũng hỗ trợ anh trong khi chiến đấu chống lại kẻ thù, mang thuộc tính của cả kevlar và nomex. Nó bảo vệ anh khỏi đạn và những va chạm mạnh.
Tuy nhiên, nét đặc trưng nhất của Batman là sự cam kết mạnh mẽ cho công lý và cố gắng tránh việc giết người, bất chấp mọi tình huống mà anh phải đối mặt. Sự ngay thẳng không nhượng bộ về đạo đức đã mang lại cho anh sự tôn trọng của những anh hùng khác trong vũ trụ DC, đặc biệt là Superman và Wonder Woman.

### Trang phục
Trang phục của Batman sử dụng hình ảnh của một con dơi để tạo cảm giác lo sợ cho bọn tội phạm . Các chi tiết của trang phục Batman thay đổi liên tục thông qua các câu chuyện và phương tiện truyền thông khác nhau, nhưng các yếu tố cơ bản nhất vẫn còn được giữ lại: một áo thầy tơ choàng hình sọ điệp, một mũ trùm đầu che gần hết mặt với một đôi tai dơi, và biểu tượng con dơi cách điệu trên ngực với thắt lưng tiện ích luôn hiện diện. Màu sắc truyền thống của trang phục là màu xanh và màu xám , mặc dù được biến màu do phong cách nghệ thuật của truyện tranh màu . Finger và Kane cho Batman mặc átơ choàng và mũ trùm đầu màu đen và áo màu xám, nhưng thông thường là màu đen để cho nổi bật với màu xanh . Màu này được tuyên bố bởi Larry Ford trong Place, Power, Situation, and Spectacle: A Geography of Film là một sự đảo ngược biểu tượng mã hóa màu sắc thông thường, mà "kẻ xấu" sẽ thấy là màu tối .
Găng tay của Batman thường có ba mép vỏ sò nhô ra từ găng tay dài, mặc dù trong lần xuất hiện đầu tiên của mình, anh đeo găng tay ngắn, đơn giản mà không có các mép. Một hình elip màu vàng xung quanh biểu tượng dơi trên ngực của nhân vật đã được thêm vào năm 1964, và trở thành biểu tượng thương hiệu của anh hùng này, giống như các biểu tượng chữ "S" màu đỏ và vàng của Superman . Nhìn tổng thể nhân vật, đặc biệt là chiều dài của tai và mũi thì rất khác nhau tùy thuộc vào các nghệ sĩ. Dennis O'Neil nói, "We now say that Batman has two hundred suits hanging in the Batcave so they don't have to look the same... Everybody loves to draw Batman, and everybody wants to put their own spin on it." 

### Thiết bị
Batman sử dụng một kho các dụng cụ chuyên ngành trong cuộc chiến chống tội phạm, được thiết kế với đường nét gợi nhắc đến loài dơi. Nhà sử học Batman là Les Daniels công nhận Gardner Fox trong việc tạo ra khái niệm về kho vũ khí của Batman với việc giới thiệu thắt lưng tiện ích trong Detective Comics #29 (tháng 7 năm 1939) và các vũ khí theo chủ đề dơi đầu tiên là batarang và "Batgyro" của Detective Comics #31 và #32 (tháng 9, tháng 10 năm 1939) . Phương tiện di chuyển chính của Batman là Batmobile, thường được miêu tả như là một chiếc xe màu đen với tailfin lớn tượng trưng cho đôi cánh của dơi. Các loại phương tiện di chuyển khác của Batman là Batplane (hay còn gọi là Batwing), Batboat, Bat-Sub và Batcycle.
Trong thực tế, tiền tố "bat" (như trong Batmobile hoặc batarang) hiếm khi được sử dụng bởi chính Batman khi đề cập đến thiết bị của anh, đặc biệt là sau khi một số minh hoạ về nhân vật (chủ yếu là chương trình truyền hình Batman live-action năm 1960 và loạt phim hoạt hình Super Friends) chạy theo phong cách camp. Chương trình truyền hình Batman năm 1960 có một kho vũ khí có chữ "bat" bao gồm tên như bat-computer, bat-scanner, bat-radar, bat-cuffs, bat-pontoons, bat-drinking water dispenser, bat-camera with polarized bat-filter, bat-shark repellent bat-spray, và bat-rope.
Batman giữ hầu hết các thiết bị của mình trong một thắt lưng hữu ích. Trong những năm sau, nó được hiển thị là chứa hầu như vô hạn các công cụ chống tội phạm. Các phiên bản khác nhau của thắt lưng có các dụng cụ này được lưu trữ trong túi hoặc xi-lanh cứng bằng đồng xung quanh thắt lưng. Một điển hình ngoại lệ đối với phạm vi các của thiết bị Batman là súng, được anh từ chối sử dụng dựa trên nguyên tắc xem xét rằng loại vũ khí này là công cụ đã giết chết cha mẹ anh. Miêu tả hiện đại của Batman cho anh thỏa hiệp với nguyên tắc này bằng cách cung cấp vũ khí cho phương tiện của Batman, chủ yếu cho mục đích loại bỏ chướng ngại vật hoặc vô hiệu hóa xe của kẻ thù.

### Bat-Signal
Khi cần đến Batman, cảnh sát của thành phố Gotham kích hoạt một đèn tìm kiếm với phù hiệu hình con dơi trên ống kính được gọi là Bat-Signal (Dấu hiệu Dơi) nhằm tỏa sáng vào bầu trời đêm, tạo ra một biểu tượng con dơi trên một đám mây trôi qua mà có thể được nhìn thấy từ bất kỳ địa điểm nào trong Gotham. Nguồn gốc của tín hiệu là khác nhau, tùy thuộc vào tính liên tục. Trong những hiện thân khác nhau, đáng chú ý nhất là chương trình truyền hình những năm 1960, Ủy viên Gordon cũng có một đường dây điện thoại chuyên dụng được đặt tên là Bat-Phone, kết nối với một điện thoại màu đỏ (trong loạt phim truyền hình) nằm trên một cái bàn gỗ và có một chiếc bánh trong suốt che dậy lại. Đường dây kết nối trực tiếp đến nơi cư trú của Batman, Biệt thụ Wayne, cụ thể là một chiếc điện thoại tương tự nằm trên bàn của Bruce Wayne và điện thoại bổ sung trong Batcave.

### Batcave
Batcave là trụ sở bí mật của Batman, bao gồm một loạt các hang động ngầm bên dưới ngôi biệt thự của Wayne. Nó phục vụ như trung tâm chỉ huy của Batman để giám sát cả địa phương và toàn cầu, cũng như nơi chứa phương tiện và thiết bị của anh cho cuộc chiến chống tội phạm. Nó cũng là một nhà kho cho các sự kiện đáng nhớ của Batman. Trong truyện tranh Batman: Shadow of the Bat (số #45) và bộ phim Batman Begins năm 2005, hang động được cho là một phần của đường sắt ngầm. Trong số những anh hùng và nhân vật phản diện từng nhìn thấy Batcave, rất ít người biết được vị trí thực sự của nó.

## Nhân vật hỗ trợ

Batman với trợ tá Robin. Vẽ bởi Alex Ross, dựa trên trang bìa của Batman #9 bởi Jack Burnley.

Batman tương tác với các nhân vật xung quanh mình, gồm cả anh hùng và nhân vật phản diện, giúp xác định nhân vật . Ủy viên James "Jim" Gordon, đồng minh của Batman ở sở cảnh sát Thành phố Gotham, ra mắt cùng với Batman trong Detective Comics #27 và luôn hiện diện kể từ đó. Sau đó, Batman có Alfred làm quản gia cho mình và Lucius Fox là người quản lý kinh doanh và trang bị thiết bị cho Batman. Tuy nhiên, nhân vật hỗ trợ quan trọng nhất của Batman là trợ tá Robin . Robin đầu tiên, Dick Grayson, cuối cùng rời khỏi người thầy của mình và trở thành anh hùng Nightwing, mặc dù anh và Batman vẫn tiếp tục làm việc cùng nhau. Robin thứ 2, Jason Todd, bị đánh đập và sau đó bị giết chết trong một vụ nổ sắp đặt bởi Joker, nhưng sau đó hồi sinh trong vai một kẻ thù, sử dụng tính cách cũ của Joker, Red Hood. Tim Drake, Robin thứ 3, lần đầu tiên xuất hiện vào năm 1989 và trở thành một ngôi sao trong loạt truyện tranh của riêng mình. Alfred, quản gia trung thành và hình tượng người cha của Bruce Wayne và là một trong vài người biết được danh tính bí mật của anh, "[lends] a homey touch to Batman's environs and [is] ever ready to provide a steadying and reassuring hand" cho người anh hùng và trợ tá .
Batman vào các thời điểm khác nhau là thành viên của các nhóm siêu anh hùng như Justice League of America và Outsiders. Batman thường được kết hợp trong cuộc phiêu lưu với đồng đội Superman của anh trong Justice League, đáng chú ý là sự đồng cộng tác trong World's Finest và loạt truyện Superman/Batman. Trong dòng liên tục trước Crisis, hai người được mô tả như là những người bạn thân, tuy nhiên, trong dòng liên tục hiện tại, họ có một mối quan hệ tôn trọng lẫn nhau nhưng không thoải mái, được nhấn mạnh với sự khác nhau về quan điểm của họ trong việc chống tội phạm và công lý. Trong Superman/Batman #3 (tháng 12 năm 2003), Superman đã nhận xét rằng "Đôi khi, tôi thừa nhận, tôi nghĩ rằng Bruce là một người đàn ông trong trang phục. Sau đó, với một số dụng cụ từ thắt đai tiện ích của mình, anh ấy đã nhắc nhở tôi rằng anh ta có một tâm trí cực kỳ sáng tạo. Và thật may mắn làm sao khi mà tôi có thể kêu gọi được anh ta." 
Batman có nhiều mối quan hệ lãng mạn với nhiều phụ nữ trong rất nhiều hóa thân khác nhau của mình. Từ những người phụ nữ trong xã hội như Julie Madison, Vicki Vale và Silver St. Cloud, vcho đến các đồng minh như Wonder Woman và Sasha Bordeaux, thậm chí nữ phản diện như Catwoman và Talia al Ghul, những người sau này có một người con trai với anh là Damian và một người con gái là Helena (trên Earth-Two). Trong khi những mối quan hệ trên có xu hướng ngắn ngủi, sự hấp dẫn của Batman với Catwoman hiện diện gần như trong mọi phiên bản và mọi phương tiện truyền thông có nhân vật này xuất hiện. Các tác giả đã quay trở lại và ra trong những năm qua về việc làm thế nào mà Batman quản lý được khía cạnh 'tay chơi' của nhân cách Bruce Wayne, tại nhiều thời điểm khác nhau thì Batman là nắm lấy hoặc chạy trốn những người phụ nữ quan tâm đến "người có nhân cách thu hút nhất của Gotham".
Các nhân vật hỗ trợ khác trong thế giới của Batman là cựu Batgirl Barbara Gordon, con gái của Ủy viên Gordon là người bị buộc phải đi xe lăn do Joker thì phục vụ cộng đồng siêu anh hùng với vai trò là tin tặc Oracle; Azrael, một sát thủ đảm nhận vị trí là người thay thế Bruce Wayne như là Batman trong một thời gian ngắn; Cassandra Cain, con gái một sát thủ là người trở thành Batgirl mới; Huntress, thành viên sống sót duy nhất của một gia đình du côn chuyển sang làm quái hiệp ở Gotham là người đã từng làm việc với Batman trong một dịp; Stephanie Brown, con gái của một tội phạm hoạt động với danh tính Spoiler và là một Robin tạm thời; Ace the Bat-Hound và Bat-Mite, một người thần tượng Batman đến từ chiều không gian thứ 4 .

### Kẻ thù

Một tập hợp của các nhân vật phản diện của Batman. Vẽ bởi Jim Lee.

Batman phải đối mặt với nhiều kẻ thù khác nhau, từ tội phạm thông thường đến siêu phản diện kỳ là. Nhiều người trong số họ phản ánh các khía cạnh của nhân vật và sự phát triển của Batman, thường có những câu chuyện nguồn gốc bi kịch đã dẫn họ đến cuộc sống tội phạm . "Kẻ thù không đội trời chung" của Batman là Joker, một tên tội phạm tâm thần ăn mặc giống như chú hề, một "nhân cách bất hợp lý" đại diện cho "tất cả mọi thứ mà Batman [chống lại]."  Các nhân vật đối kháng định kỳ của Batman bao gồm Catwoman, Scarecrow, Bane, Two-Face, Riddler, Mr. Freeze, Poison Ivy và Ra's al Ghul, trong số nhiều người khác.

## Ảnh hưởng văn hóa
Batman đã trở thành một biểu tượng trong văn hóa đại chúng, được công nhận trên toàn thế giới. Sự hiện diện của nhân vật được mở rộng vượt qua cả nguồn gốc truyện tranh của mình; các sự kiện như sự ra đời của phim Batman phiên bản năm 1989 và việc bán hàng kèm theo của nó đã "mang Batman đứng đầu ý thức của công chúng."  Trong một bài viết tưởng niệm ngày kỷ niệm thứ sáu mươi của nhân vật, The Guardian đã viết, "Batman là một nhân vật bị mờ đi bởi sự tái tạo vô tận của nền văn hóa đại chúng hiện đại. Anh là một biểu tượng và hàng hóa: vật phẩm văn hóa hoàn hảo của thế kỷ 21."  Ngoài ra, các phương tiện truyền thông thường sử dụng nhân vật trong các cuộc khảo sát thông thường và toàn diện - tạp chí Forbes ước tính Bruce Wayne là nhân vật hư cấu giàu nhất đứng thứ 9 với số tài sản 5,8 tỉ USD chỉ sau Iron Man là người đứng thứ 6 . BusinessWeek liệt kê nhân vật là một trong 10 siêu anh hùng thông minh nhất xuất hiện ở truyện tranh Mỹ . Entertainment Weekly xếp Batman là một trong 20 anh hùng tuyệt vời nhất trong nền văn hóa đại chúng . Anh cũng nằm trong AFI's 100 Years...100 Heroes and Villains từ phim Batman năm 1989 bởi Viện phim Mỹ .

### Trong các phương tiện truyền thông khác
Nhân vật Batman đã xuất hiện trên các phương tiện truyền thông khác ngoài truyện tranh. Nhân vật này đã được phát triển như một phương tiện cho các tờ báo cung cấp dải truyện tranh, sách, phim truyền hình phát thanh, truyền hình, sân khấu và một số phim truyện. Chuyển thể đầu tiên của Batman là một tờ báo hàng ngày với dải truyện tranh được phát hành vào ngày 25 tháng 10 năm 1943 . Cũng trong năm đó nhân vật được chuyển thể trong 15 phim Batman nối tiếp, với Lewis Wilson trở thành diễn viên đầu tiên vào vai Batman trên màn hình. Trong khi Batman chưa bao giờ có một đài phát thanh của riêng mình, anh lại trở thành nhân vật khách mời thường xuyên trong The Adventures of Superman bắt đầu từ năm 1945 vào những dịp khi diễn viên lồng tiếng cho Superman là Bud Collyer cần nghỉ ngơi . Một bộ phim nối tiếp thứ hai, Batman and Robin trong năm 1949 với Robert Lowery trong vai Batman. Tiếp xúc được cung cấp bởi những chuyển này trong những năm 1940 "đã giúp làm cho Batman là một tên hộ gia đình cho hàng triệu người chưa bao giờ mua một cuốn truyện tranh."
Trong ấn phẩm năm 1964 của bộ sưu tập các truyện ngắn "Come Back, Dr. Caligari" của Donald Barthelme, ông đã viết: "The Joker's Greatest Triumph." Batman được miêu tả cho mục đích của sự giả mạo là một người đàn ông khoe khoang giàu có nói tiếng Pháp .

Michael Keaton là Batman trong Batman (1989) của Tim Burton

Phim truyền hình Batman, với sự tham gia của Adam West, được công chiếu lần đầu vào tháng 1 năm 1966 trên mạng lưới truyền hình ABC. Cho thấy một phong cách hài hước kiểu camp, chương trình đã trở thành một hiện tượng văn hóa đại chúng. Trong hồi ký của mình, Back to the Batcave, West ghi chú việc ông không thích thuật ngữ 'camp' khi nó đã được áp dụng cho loạt phim những năm 1960, bình luận rằng buổi biểu diễn thay vào đó nên là một trò hề hay viết văn chỉ trích và là một sự cố ý. Loạt chương trình kéo dài được 120 tập, kết thúc vào năm 1968. Ở giữa mùa đầu tiên và thứ hai của loạt truyền hình Batman, các diễn viên và đoàn làm phim phát hành Batman (1966) trên sân khấu. The Kinks biểu diễn bài hát chủ đề từ loạt Batman trên album năm 1967 của họ là Live at Kelvin Hall. Sự nổi tiếng của loạt truyền hình Batman cũng dẫn đến chuyển thể hoạt hình đầu tiên của Batman trong loạt The Batman/Superman Hour ; Phân đoạn Batman của loạt đã được đóng gói lại với tên gọi The Adventures of Batman và Batman with Robin the Boy Wonder dẫn đến việc sản xuất 33 tập phim giữa các năm 1968 và 1977. Từ năm 1973 đến năm 1986, Batman có một vai trò trong Super Friends của ABC, một phim hoạt hình của Hanna-Barbera. Olan Soule là người lồng tiếng của Batman trong tất cả các loạt phim, nhưng là cuối cùng được thay thế bởi Adam West, người lồng tiếng cho nhân vật trong The New Adventures of Batman của Filmation năm 1977.
Năm 1989, Batman trở lại rạp chiếu phim với Batman của đạo diễn Tim Burton với sự tham gia của Michael Keaton là nhân vật chính. Bộ phim là một thành công lớn, không chỉ là bộ phim có doanh thu cao trong năm, nhưng vào thời điểm đó là bộ phim có doanh thu cao nhất đứng thứ 5 trong lịch sử . Bộ phim sau đó tạo ra 3 phần tiếp theo: Batman Returns (1992), Batman Forever (1995), Batman & Robin (1997), với 2 phần sau cùng được đạo diễn bởi Joel Schumacher thay vì Burton, và thay thế Keaton là Batman với Val Kilmer và George Clooney. Bộ phim thứ hai của Schumacher, trong khi là một thành công của phòng vé, đã không vược qua được bất kỳ người tiền nhiệm nào của nó và bị phê bình gay gắt, buộc Warner Bros hủy bỏ kế hoạch cho bộ phim thứ 5, Batman Triumphant, và khiến loạt phim bị gián đoạn một thời gian.

Batman được mô tả trong Batman: The Animated Series (1992-1995)

Năm 1992, Batman trở lại với truyền hình trong Batman: The Animated Series, được sản xuất bởi Warner Bros và phát sóng trên mạng lưới truyền hình Fox. Chương trình thắng Giải Emmy này được ca ngợi cho mô tả đen tối và nghiêm trọng của nó so với một chương trình phim hoạt hình thông thường; tác giả Les Daniels tuyên bố loạt phim là "đến gần việc xác định cái nhìn nghệ thuật của Batman cho những năm 1990" trong sách Batman: The Complete History . Sự thành công của Batman: The Animated Series dẫn đến bộ phim spin-off Batman: Mask of the Phantasm (1993), cũng như các loạt phim hoạt hình khác nhau trong cùng một dòng liên tục, trong đó có The New Batman Adventures, Batman Beyond và Justice League và Justice League Unlimited. Tương tự như Batman: The Animated Series, các chương trình này đều có Kevin Conroy lồng tiếng cho Batman. Năm 2004, một loạt phim hoạt hình mới có tựa đề The Batman xuất hiện lần đầu với Rino Romano là nhân vật chính. Trong năm 2008, chương trình này đã được thay thế bởi một loạt phim hoạt hình khác, Batman: The Brave and the Bold với Diedrich Bader là Batman. Năm 2013, một phim CGI tên Beware the Batman được công chiếu. Năm 2014, một bộ phim truyền hình live-action tên là Gotham đuơc chiếu trên kênh Fox, với David Mazouz thủ vai Bruce Wayne khi 12 tuổi.
Trong năm 2005, Batman Begins, được phát hành trên rạp như là khởi động lại của loạt phim về Batman; đạo diễn bởi Christopher Nolan và diễn viên Christian Bale là Batman. Phần tiếp theo của nó, The Dark Knight (2008)), thiết lập kỷ lục cho các phim chiếu mở đầu vào ngày cuối tuần có doanh thu cao nhất ở Mỹ, thu nhập khoảng 158 triệu đôla , và đã trở thành bộ phim đạt đến cột mốc 400.000.000$ nhanh nhất trong lịch sử rạp chiếu phim ở Mỹ (sau 18 ngày phát hành) . Những kỷ lục này đã cho thấy The Dark Knight được liệt kê như là bộ phim có doanh thu cao nhất đứng thứ ba của mọi thời đại với 533 triệu USD, bị đánh bại chỉ bởi Titanic và Avatar . Một tuyển tập phim hoạt hình thiết lập giữa những bộ phim của Nolan, Batman: Gotham Knight cũng được phát hành trong năm 2008. The Dark Knight Rises, bộ phim mới về nhân vật Batman, có sự tham gia của Christian Bale, Michael Caine,... do Christopher Nolan đạo diễn, đầu tư 250 triệu USD, đã được công chiếu giữa năm 2012.
Đến năm 2016, tài tử Ben Affleck bắt đầu sắm vai Batman trong vũ trụ mở rộng DC (DCEU) với bộ phim mở màn là Batman v Superman: Dawn of Justice, do Zack Snyder làm đạo diễn . Affleck tiếp tục vai diễn của mình vào năm 2017 trong bộ phim Justice League và sẽ là vai chính trong một bộ phim riêng về Batman sắp tới , cũng nằm trong vũ trụ mở rộng DC .
Batman cũng xuất hiện trong các trò chơi điện tử, hầu hết trong số đó là chuyển thể của các hóa thân khác nhau của nhân vật trong điện ảnh hoặc hoạt hình, thành công nhất trong số này là series Batman: Arkham. Phần đầu tiên Batman: Arkham Asylum được phát hành trong năm 2009 bởi Rocksteady Studios đã nhận được các đánh giá tích cực quan trọng; Metacritic báo cáo rằng trò chơi nhận được hơn 92% đánh giá tích cực . Trò chơi được nối tiếp bởi phần tiếp theo là Batman: Arkham City năm 2011, cũng nhận được các đánh giá tích cực tương tự với 94% từ Metacritic . Phần thứ ba là một prequel có tên là Batman: Arkham Origins (2013) đã được phát hành bởi WB Games Montréal . Phần thứ tư có tên là Batman: Arkham Knight (2015) cũng đã được phát hành bởi Rocksteady . Trong năm 2016, Telltale Games phát hành trò chơi phiêu lưu có tên Batman: The Telltale Series . Một phần tiếp theo, có tên là Batman: The Enemy Within, được phát hành vào năm 2017 .

### Giải thích về đồng tính luyến ái
Tranh cãi đã phát sinh về các sự giải thích tình dục khác nhau trong nội dung của truyện tranh Batman của những thập kỷ đầu. Giải thích về đồng tính trở thành một phần của nghiên cứu học tập về Batman kể từ khi nhà tâm lý học Fredric Wertham khẳng định trong cuốn Seduction of the Innocent của ông vào năm 1954 rằng "Câu chuyện Batman là tâm lý tình dục đồng giới". Ông tuyên bố: "Dạng câu chuyện của Batman có thể kích thích trẻ em tưởng tượng về đồng tính luyến ái, của thiên nhiên mà họ có thể bất tỉnh." Wertham đã viết, "Chỉ có người không biết gì về các nguyên tắc cơ bản của tâm lý học và tâm Lý của quan hệ tình dục có thể không nhận ra một bầu không khí tinh tế của đồng tính tràn ngập trong những cuộc phiêu lưu của 'Batman' trưởng thành và người bạn trẻ của anh ta là 'Robin'." 
Andy Medhurst đã viết trong bài luận năm 1991 của ông là "Batman, Deviance, and Camp" rằng Batman là rất thú vị cho khán giả đồng tính bởi vì "anh là một trong những nhân vật hư cấu đầu tiên bị tấn công trên cơ sở đồng tính luyến ái coi là của mình", "phim truyền hình năm 1960 vẫn còn một chuẩn mực của camp", và "phân tích giá trị [anh] như là một xây dựng đặc biệt thành công của nam tính" .
Những người sáng tạo có liên quan với nhân vật cũng bày tỏ ý kiến của họ. Nhà văn Alan Grant đã tuyên bố, "Batman tôi đã viết trong 13 năm không phải là đồng tính. Batman của Denny O'Neil, Batman của Marv Wolfman, tất cả tác giả của Batman trở ngược lại đến Bob Kane... không ai trong số họ đã viết anh là một nhân vật đồng tính. Chỉ có Joel Schumacher có thể có một cái nhìn đối lập. " Nhà văn Devin Grayson đã nhận xét, "Nó phụ thuộc vào người bạn hỏi, phải không? Vì nếu bạn đang hỏi tôi, tôi sẽ nói là không, tôi không nghĩ anh ấy như vậy... Tôi chắc chắn vẫn hiểu các bạn đọc đồng tính."  Trong khi Frank Miller mô tả mối quan hệ giữa Batman và Joker như một "cơn ác mộng đồng bóng" , ông xem nhân vật đã thăng hoa sự kêu gọi tình dục của mình vào chống tội phạm, kết luận, "Anh ấy muốn được lành mạnh hơn nhiều nếu anh ấy là đồng tính."  Burt Ward, người đóng vai Robin trong chương trình truyền hình năm 1960, cũng đã nhận xét khi giải thích vấn đề này trong cuốn tự truyện Boy Wonder: My Life in Tights; ông viết rằng mối quan hệ có thể được hiểu như là tình dục, với sự hiển thị 2 mặt và phong cách camp cũng có thể cung cấp một giải thích không rõ ràng .
Giải thích đồng tính như vậy vẫn tiếp tục thu hút được sự chú ý. Một ví dụ đáng chú ý xảy ra năm 2000, khi DC Comics từ chối cho phép sự in lại bốn tấm (từ Batman #79, 92, 105 và 139) để minh họa cho bài viết của Christopher York là All in the Family: Homophobia and Batman Comics in the 1950s . Một sự kiện tương tự đã xảy ra trong mùa hè năm 2005, khi họa sĩ Mark Chamberlain hiển thị một số lượng tranh màu nước miêu tả Batman và Robin trong gợi ý về tình dục rõ ràng . DC do đó đe dọa cả nghệ sĩ và Thư viện Mỹ thuật Kathleen Cullen với hành động pháp lý nếu họ không cho ngừng bán tác phẩm và yêu cầu tất cả các ảnh nghệ thuật còn lại, cũng như bất kỳ lợi nhuận thu được từ chúng .
Will Brooker lập luận trong Batman Unmasked: Analyzing a Cultural Icon, rằng đọc say sưa truyện "Batman" là một giải thích hợp lệ, và rằng các bạn đọc đồng tính sẽ tự rút ra cho lối sống được miêu tả bên trong, cho dù nhân vật của Bruce Wayne có là người đồng tính hay không. Ông cũng xác định một yếu tố đồng bóng với chính fan hâm mộ từ chối khả năng đọc đồng tính của nhân vật. Trong số tháng 4 năm 2012 của Playboy, nhà văn viết Batman lâu năm làGrant Morrison đã gọi Batman là "hoàn toàn đồng tính" và nói rằng "sự đồng tính đã được xây dựng vào nhân vật", trích dẫn mối quan hệ chiến đấu của nhân vật với phụ nữ và mối quan hệ chặt chẽ với Alfred và Robin làm bằng chứng . Dựa vào điều này, một bài viết của Comics Alliance có tiêu đề The Gayness of Batman đã thảo luận các câu hỏi về đồng tính của nhân vật, gọi mối quan hệ của anh với Joker rực rỡ như "một sự biến dạng quái dị của cuộc xung đột giữa các tủ quần áo và cảnh." 